# Akshita Gorti
Akshita Gorti (* 8. November 2002 in Westwood, New Jersey) ist eine US-amerikanische Schachspielerin.

## Erfolge
Für den geteilten ersten Platz bei der US-amerikanischen U10-Mädchenmeisterschaft in Tarrytown (New York) im Juni 2011 wurde ihr der Titel Candidate Master der Frauen (WCM) verliehen, für ihren dritten Platz bei der nordamerikanischen U18-Meisterschaft der weiblichen Jugend in Toronto im August 2013 der Titel FIDE-Meister der Frauen (WFM). Seit September 2015 trägt sie den Titel Internationaler Meister der Frauen (WIM). Die Normen hierfür erzielte sie bei einem Normenturnier im Mai 2015 in Manchester (New Hampshire), beim 24. Chicago Open zehn Tage später in Wheeling (Illinois) und im August 2015 beim US Masters in Greensboro (North Carolina). Seit 2015 trägt Akshita Gorti ebenfalls den FIDE-Meister-Titel (FM). Beim Queen City-Normenturnier im März 2017 in Manchester (NH) erzielte sie eine Norm zum Erhalt des Titels Großmeister der Frauen (WGM)
Ihren ersten Einsatz für die US-amerikanische Nationalmannschaft der Frauen hatte sie bei der Mannschaftsweltmeisterschaft in Chanty-Mansijsk im Juni 2017. Sie spielte dort am Reservebrett.
Im Juli 2017 gewann sie in St. Louis 14-jährig die US-amerikanische U20-Meisterschaft der weiblichen Jugend mit sieben Punkten aus neun Partien.
Ihre Elo-Zahl beträgt 2242 (Stand: Dezember 2024), ihre bisher höchste war 2326 im August 2018. Sie lag damals auf dem siebten Platz der US-amerikanischen Elo-Rangliste der Frauen.